# فهرست آثار ملی استان کرمانشاه
استان کرمانشاه با بیش از ۲۲۳۰ اثر ثبت ملی، یکی از مناطق مهم ایران از لحاظ تاریخی و فرهنگی است. این آثار شامل بناهای باستانی، میراث فرهنگی ملموس و ناملموس، و آثار طبیعی است که به خوبی اهمیت و قدمت این منطقه را به نمایش می‌گذارد. برخی از آثار این استان به ثبت جهانی نیز رسیده‌اند، از جمله مجموعه بیستون و اورامانات، که ارزش تاریخی و فرهنگی فراوانی دارند.

#### آثار شاخص ثبت ملی
استان کرمانشاه دارای چندین اثر تاریخی است که در دوره‌های مختلف تاریخ ایران ساخته شده‌اند و در فهرست آثار ملی کشور به ثبت رسیده‌اند. برخی از مهم‌ترین این آثار عبارتند از:
1. طاق بستان: این مجموعه سنگ‌نگاره‌های باستانی از دوره ساسانیان در شمال غربی شهر کرمانشاه قرار دارد و شامل تصاویری از تاج‌گذاری خسروپرویز و اردشیر دوم است. طاق بستان به‌دلیل داشتن نقش‌های حکاکی شده از وقایع تاریخی و مراسم شاهانه اهمیت ویژه‌ای دارد.
2. معبد آناهیتا: یکی از بزرگ‌ترین معابد سنگی ایران است که در شهر کنگاور قرار دارد و به الهه آناهیتا، نگهبان آب، اختصاص داده شده است. قدمت این معبد به دوره اشکانی یا ساسانی بازمی‌گردد و در سال ۱۳۱۰ در فهرست آثار ملی ثبت شده است.
3. نقش برجسته بیستون: از مهم‌ترین آثار به جای مانده از دوره هخامنشی است که داریوش بزرگ دستور ساخت آن را داده بود. این نقش در ارتفاع ۶۶ متری از کوه بیستون حجاری شده و شرح پیروزی‌های داریوش را به سه زبان مختلف به تصویر کشیده است.
4. کاروانسرای بیستون: این بنای تاریخی که از دوره ایلخانی به جای مانده است، یکی از کاروانسراهای مهم بر سر جاده ابریشم بوده و امروز در فهرست آثار ملی و جهانی یونسکو ثبت شده است.

#### آثار ثبت جهانی
بعد از انقلاب اسلامی، سه اثر تاریخی از کرمانشاه به ثبت جهانی رسیده‌اند:
1. مجموعه بیستون: شامل کتیبه داریوش و نقش برجسته‌های متعددی از دوره‌های مختلف تاریخی است.
2. اورامانات: منطقه‌ای با تاریخ و فرهنگ کهن، شامل روستاهای با معماری پلکانی و آیین‌های بومی.
3. کاروانسرای بیستون: کاروانسرایی که در محور جاده ابریشم قرار دارد و از نظر معماری و تاریخ اهمیت زیادی دارد.

#### دیگر آثار مهم
استان کرمانشاه همچنین دارای بناهایی از دوره‌های قاجار، صفویه و پهلوی است، از جمله بازار سنتی کرمانشاه، تکیه معاون‌الملک، تکیه بیگلربیگی، و مسجد عمادالدوله. این بناها نشان‌دهنده شکوه معماری و تاریخ پر افتخار این استان هستند.

## جستار های وابسته
- آثار ملی ایران
- استان کرمانشاه

1. ↑  «ثبت جهانی سه اثر تاریخی کرمانشاه بعد از انقلاب اسلامی/٢٢٣٠ اثر کرمانشاه ثبت ملی شده است». www.khabaronline.ir. ۲۰۲۴-۰۲-۱۲. دریافت‌شده در ۲۰۲۴-۱۰-۲۱.